# Crushers du Connecticut
 (février 2024).
Si vous disposez d'ouvrages ou d'articles de référence ou si vous connaissez des sites web de qualité traitant du thème abordé ici, merci de compléter l'article en donnant les références utiles à sa vérifiabilité et en les liant à la section « Notes et références ».

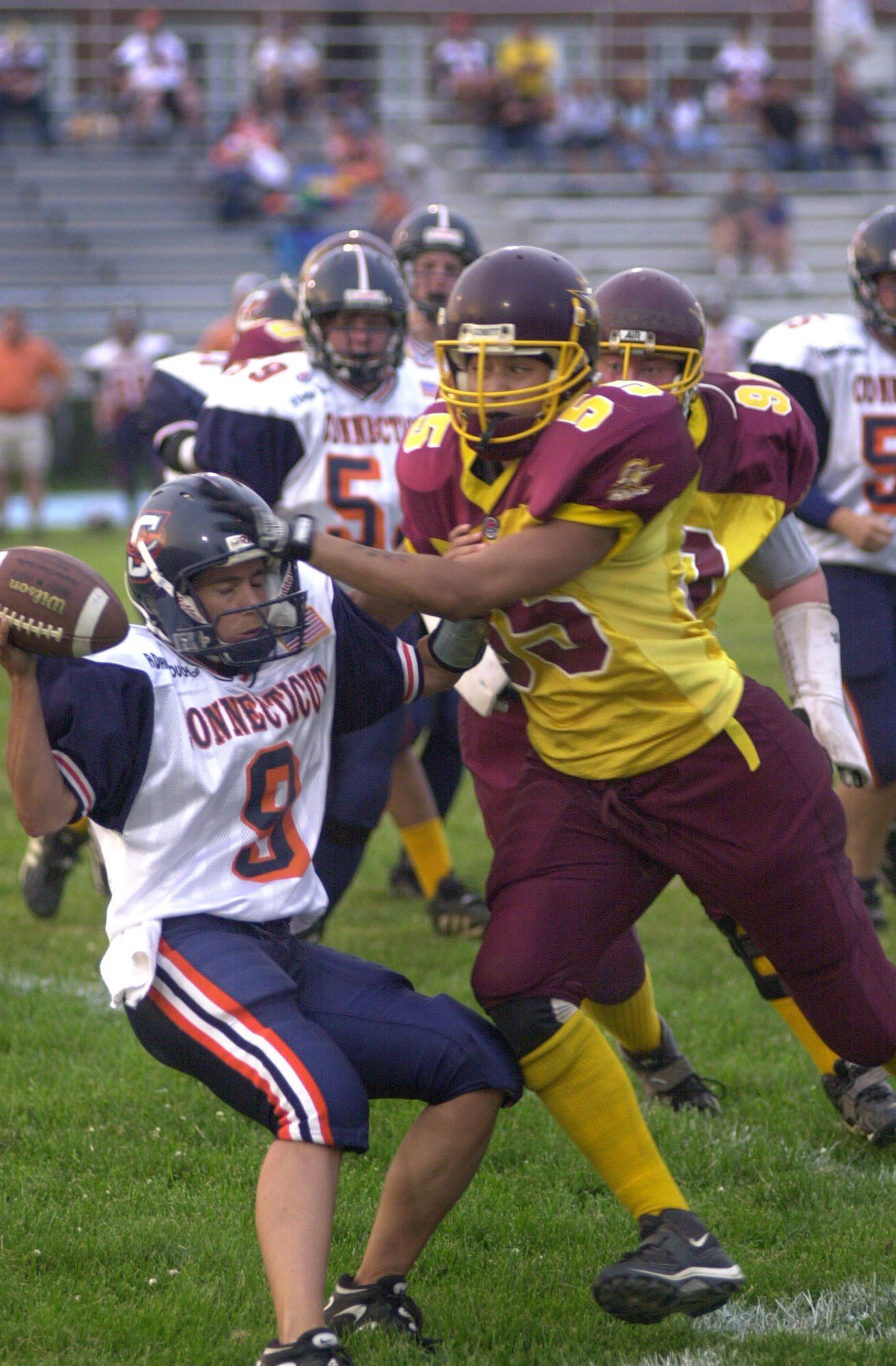
Match entre les D.C. Divas et le Crush du Connecticut en 2003.

Les Crushers du Connecticut (en anglais : Connecticut Crushers) sont un club féminin de football américain qui était basé à Hartford dans le Connecticut. 
L'équipe à sa création en 2001 était appelée le Crush du Connecticut (en anglais : Connecticut Crush) et elle a joué sous ce nom jusqu'en 2008 au sein de la National Women's Football Association (en) (NWFA). Elle intègre ensuite en 2009 l'Independent Women's Football League (en) (IWFL) et change de dénomination pour devenir les Crushers du Connecticut. 
L'équipe a joué ses matchs à domicile au Dillon Stadium jusqu'à sa dissolution en fin de saison 2018.